# Casa Masdéu (Ripoll)
La Casa Masdéu és una obra de Ripoll protegida com a Bé Cultural d'Interès Local.

## Descripció
Casa entre mitgeres formada per planta baixa i quatre pisos. El pis de façana té dos nivells d'alçades, un de central de més alçada que els cossos laterals; això comporta que hi hagi diversos vessants en les cobertes. Alhora hi ha diferència a les obertures; a la part central hi ha dues tribunes, de tres cares cadascuna d'elles i coronades per un balcó. Per sobre hi ha dues obertures de punt rodó amb una columna al mig. En els cossos laterals només hi ha balcons.